# Aurós
Aurós, o Orós, és un antic lloc del terme municipal de La Guingueta d'Àneu, a la comarca del Pallars Sobirà, dins del territori de l'antic terme d'Unarre.
Consta d'una casa, l'església de Sant Pere d'Aurós i l'ermita de Sant Joan d'Aurós. De fet, fins i tot a nivell estadístic, Aurós sempre ha constat com a veïnat d'Unarre; en la majoria de censos es comptabilitza juntament amb l'antic cap d'ajuntament.
Està situat prop i a l'esquerra del Riu d'Unarre, uns 600 metres en línia recta al nord-est d'Unarre. Queda també al sud-est de Cerbi i al sud-oest de Gavàs, a una distància semblant.
Fins al segle xix comptava amb jurisdicció pròpia. De l'església de Sant Pere, romànica, resten les arcuacions en un absis sobrealçat. Diverses pintures sobre taula, dedicades als apòstols Pere i Pau es troben al MNAC. Per la seua banda, l'ermita de Sant Joan, ubicada en un turó proper, conserva les tres naus.

## Etimologia
Segons Joan Coromines, Aurós és un dels molts topònims pirinencs d'origen basc. Està format per dos ètims: ur (aigua) i otz (fred), amb reforç vocàlic inicial. De tota manera, el mateix Coromines presenta la possibilitat que en lloc d'otz el sufix fos ja l'adjectivitzador -ós, també molt freqüent a la toponímia pirinenca. Així, la interpretació del topònim tant podria ser aigua freda com abundant en aigua.

## Història

### Edat moderna
En el fogatge del 1553, Auros declara tan sols 2 focs laics (uns 10 habitants).

### Edat contemporània
Pascual Madoz dedica un article del seu Diccionario geográfico... a Auros, Manso de. Hi diu que és un caseriu de la Vall d'Àneu, en el vessant d'una muntanya elevada, on el combaten els vents del nord i del sud. El clima és fred, però bastant sa, i no s'hi pateixen més malalties que alguns refredats i pulmonies. No té ajuntament, però no està agregat a cap altre poble, però té alcalde, càrrec que anava passant de pares a fills. Tenia en aquell moment una sola casa i l'església de Sant Pere, annexa de la d'Unarre. Té un terme molt reduït, que es redueix a les terres de la casa única del veïnat. Les terres són muntanyoses i de qualitat mitjana; comprèn 100 jornals de feina, la meitat de pastures i les altres de conreu, que es reguen amb les aigües de diverses fontetes. S'hi collia sègol, ordi, llegums, hortalisses, pastures i mel. S'hi criava bestiar vacum, de llana, cabres, porcs i una mica de mules i cavalls. Hi havia caça de llebres i perdius. Comptava amb 1 veïns (caps de casa) i 11 ànimes (habitants).